# Filialkirche Pulkau

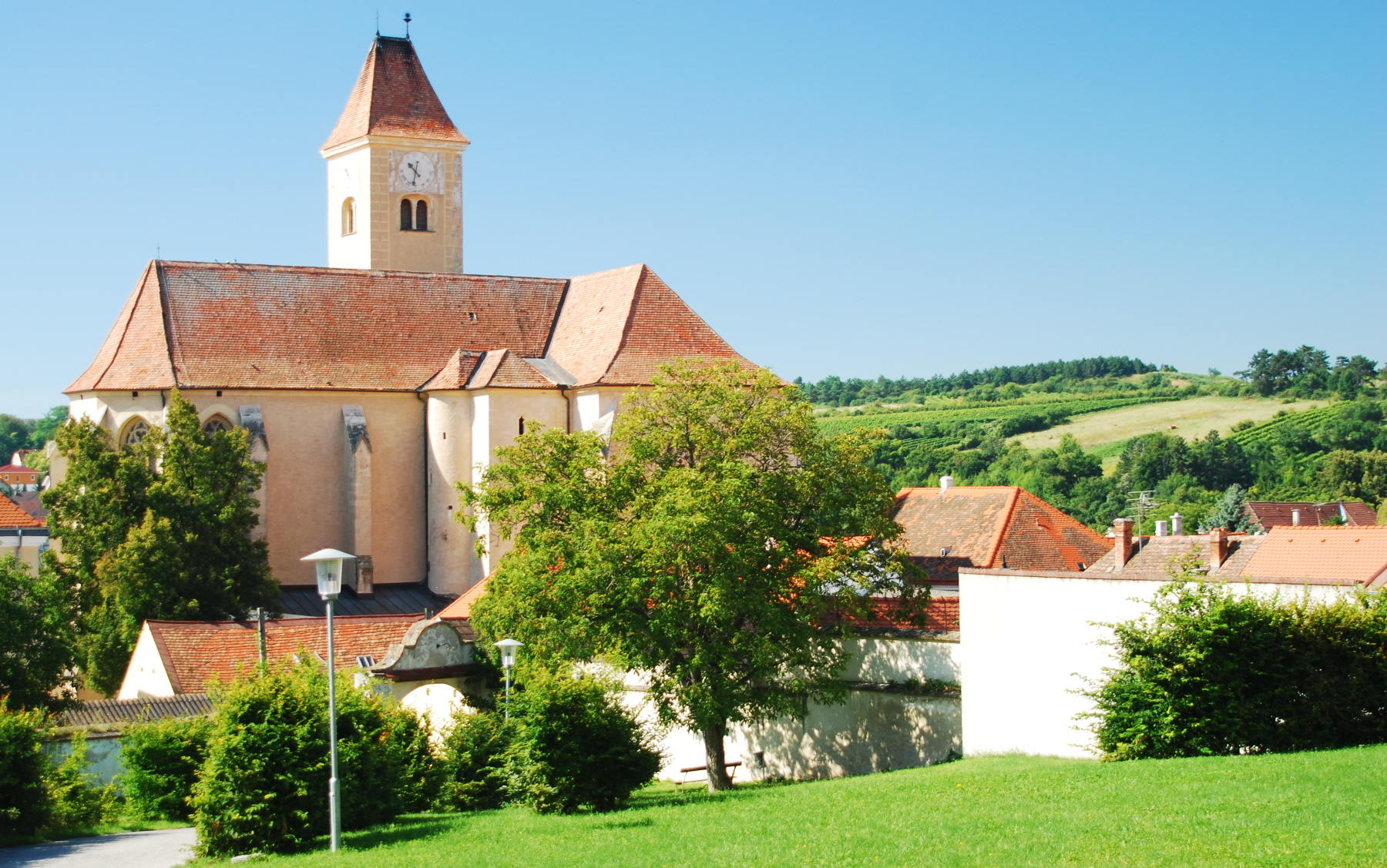
Katholische Filialkirche hl. Blut in Pulkau

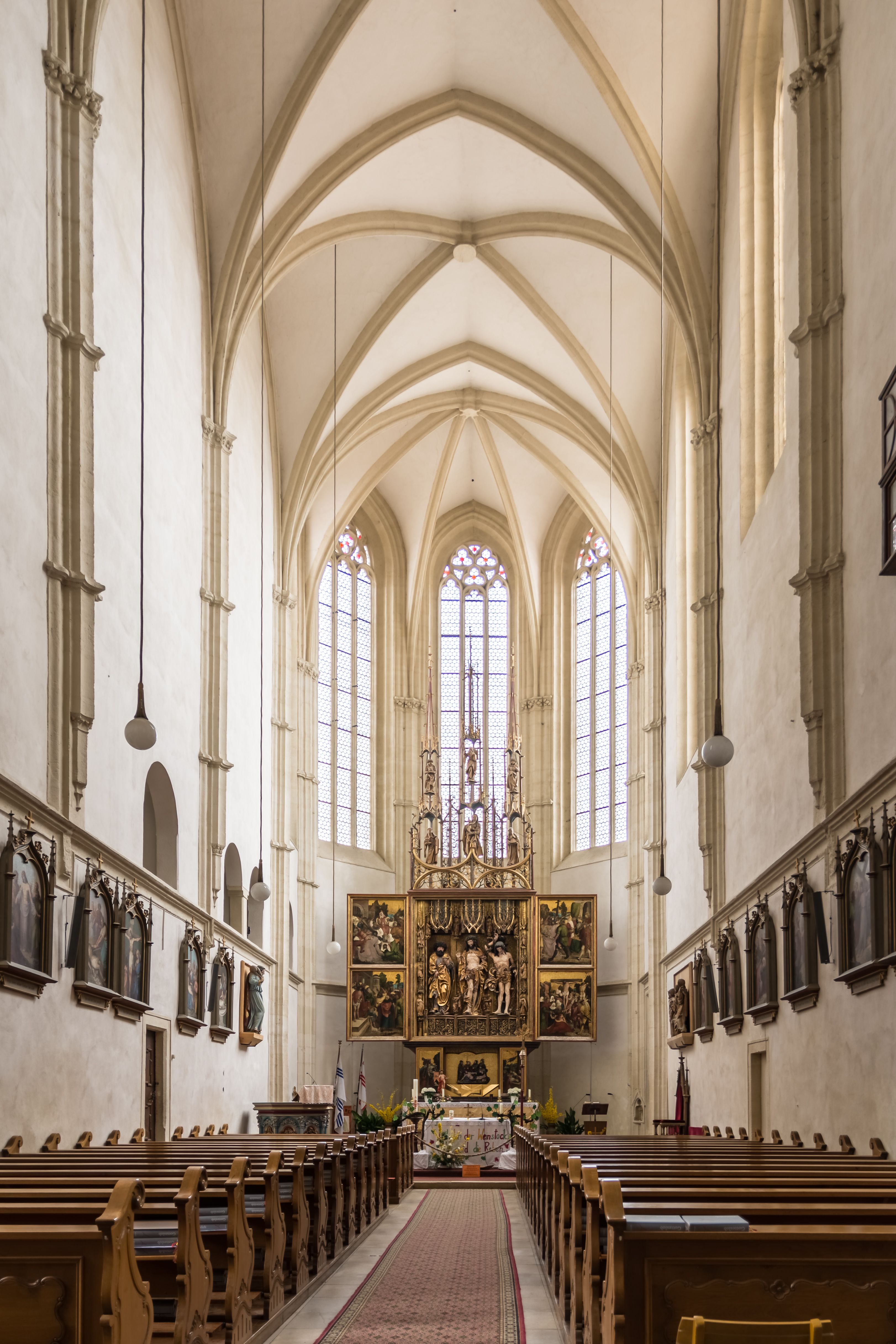
Im Chor zum Hochaltar

Die Filialkirche Pulkau steht im nördlichen Bereich des Rathausplatzes in der Stadtgemeinde Pulkau im Bezirk Hollabrunn in Niederösterreich. Die auf das Patrozinium Blut Christi geweihte römisch-katholische Filialkirche gehört zum Dekanat Retz-Pulkautal der Diözese St. Pölten. Die Kirche steht unter Denkmalschutz (Listeneintrag).

## Geschichte
Anlass für den Bau des Kirchengebäudes war eine Wallfahrt wegen eines Hostienwunders, es wurde angeblich eine Hostie durch einen Juden geschändet, infolgedessen brachen die Pulkauer Verfolgungen von 1338 aus. 1339 wurde eine „capella“ gestiftet. Urkundlich war die Kirche 1396 im Bau, in der ersten Hälfte des 15. Jahrhunderts wurde der Kirchenbau unvollendet abgeschlossen.

## Architektur
Die unvollendete spätgotische Kirche hat einen Südturm. Ausgeführt wurde ein langgestreckter Chor mit einem gleich hohen Querschiff. Der Turm steht im südlichen Winkel von Querschiff und Chor.
Kirchenäußeres
Die Kirche hat zweifach abgetreppte Strebepfeiler und dreibahnige Maßwerkfenster, das Fenster im nördlichen Querhaus ist vierbahnig. Die Kirche hat eigentlich zwei Chorecktürme mit Schlitzfenstern, der nördlich ist nur bis zum Dachfirst hochgezogen, der höhere Südturm hat gekuppelte rundbogige Schallfenster und eine Ortsteinquadrierung, das Zeltdach wurde später erneuert. Die westliche Doppeltoranlage hat zwei spitzbogige Portale, das rechte ist vermauert, das Portal hat tief gekehlte stark profilierte Laibungen, welche in den Stürzen Blattwerk zeigen. Nördlich und südlich gibt es gekehlte Spitzbogenportale. Nordseitig besteht ein zweigeschoßiger Anbau aus 1851 als Sakristei und Oratorium.
Kircheninneres
Innen zeigt sich die Kirche als hoher lichter Raum mit schlanken Wandgliederungen. Der dreijochige Chor schließt mit einem Fünfachtelschluss. In den quadratischen Jochen des Querhauses bestehen Kreuzrippengewölbe mit runden Schlusssteinen auf Dienstbündeln vor Kehlungen aus Wülsten gebildet.

## Ausstattung
Die Kirche beinhaltet den bedeutenden spätgotischen Pulkauer Flügelaltar, entstanden um 1515/1525, mit Skulpturen und Tafelmalerei, ein Hauptwerk der österreichischen Donauschule. Die Orgel aus 1956 mit 13 Registern stammt von Ferdinand Molzer.